# Филисово (село, городской округ Шатура)
Фили́сово — село в Шатурском муниципальном районе Московской области. Входит в состав городского поселения Шатура. Население — 46 чел. (2010).

## Название
До XVII века деревня называлась Сутен. В материалах Генерального межевания XVIII века обозначена как Филисово, Подберезное тож. Позднее закрепилось название Филисово.
Название Филисово связано с календарным личным именем Филист. Происхождение наименования Сутен не установлено.

## География
Деревня Филисово расположена в северо-западной части Шатурского района, расстояние до МКАД порядка 121 км. Высота над уровнем моря 133 м.

## История
Филисово — одна из старейших деревень Шатурского района. Упоминается в писцовой Владимирской книге В. Кропоткина 1637—1648 гг. как село Филисово стана Сенег Владимирского уезда. Село принадлежало Фёдору Ивановичу Шереметеву.
Последним владельцем деревни перед отменой крепостного права был надворный советник Лука Лукич Кознов.
После отмены крепостного права деревня вошла в состав Старовской волости.
В советское время деревня входила в Петровский сельсовет.
Постановлением Губернатора Московской области от 25 декабря 2018 года № 672-ПГ категория населённого пункта изменена с «деревня» на «село».

## Население
| 1859 | 1868 | 1885 | 1905 | 1926 | 1931 |
| ---- | ---- | ---- | ---- | ---- | ---- |
| 198  | ↗228 | ↗298 | ↗403 | ↗489 | ↗805 |
| 1970 | 1993 | 2002 | 2006 | 2010 |      |
| ↘254 | ↘55  | ↗59  | ↘20  | ↗46  |      |